# Ледра
Ледра (греч. Λήδρα), также называемый Ледры — древний город-государство, находившееся в центральной части Кипра на месте сегодняшней столицы страны Никосии. Город был основан в 1050 году до н. э., но в эллинистический период (примерно в 330 году до н. э.) утратил своё значение и превратился в небольшую деревушку.
Ледра являлась одним из 10 городов-государств Кипра, которые упоминаются в анналах (табличках) ассирийского царя Асархаддона (680—669 годы до н. э.). Наиболее известным царём Ледры был Онасагорас.
Главная улица Никосии, где располагаются многочисленные магазины и лавки, названа в честь древнего города Ледра.